# I'll Always Know What You Did Last Summer
I'll Always Know What You Did Last Summer is een film uit 2006 onder regie van Sylvain White. De film is gebaseerd op het boek van Lois Duncan.

## Verhaal
Een groep vrienden vermoordt per ongeluk een andere vriend door een uit de hand gelopen grap. Een van hen doet een moordenaar uit een legende na. Een jongen op een skateboard probeert in paniek weg te komen en springt met zijn skateboard van het gebouw af. Hij komt op de uitlaatpijp van een tractor terecht en niemand weet dat het hun schuld was. Ze besluiten dit geheim te houden. Een jaar later zit een psychopathische moordenaar achter hen aan. Al snel blijkt dat deze gek de tieners vermoordt voor wat ze een jaar geleden gedaan hebben. Het wordt een race tegen de klok om de dader te ontmaskeren, voordat iedereen onder zijn haak bezwijkt.

## Rolverdeling
| Acteur                 | Personage          |
| ---------------------- | ------------------ |
| Brooke Nevin           | Amber Williams     |
| Ben Easter             | Lance              |
| David Paetkau          | Colby Patterson    |
| Torrey DeVitto         | Zoe                |
| Seth Packard           | Roger              |
| K.C. Clyde             | Hulpsheriff Hafner |
| Michael Flynn (acteur) | Sheriff Davis      |
| Clay Taylor            | P.J.               |
| Brittanie Nicole Leary | Kim                |
| Star LaPointe          | Kelly              |
| Don Shanks             | de Visser          |